# Pistoia
Pistoia település Olaszországban, Toszkána régióban, Pistoia megyében. Lakosainak száma 89 309 fő (2023. január 1.). Pistoia Cantagallo, Alto Reno Terme, Marliana, Montale, Quarrata, Sambuca Pistoiese, Serravalle Pistoiese, Agliana, Lizzano in Belvedere és San Marcello Piteglio községekkel határos.

## Népesség
A település lakossága az elmúlt években az alábbi módon változott:
| Lakosok száma | 90 192 | 90 363 | 90 205 | 90 195 | 89 309 |
|               | 2013   | 2016   | 2017   | 2018   | 2023   |

## Képek

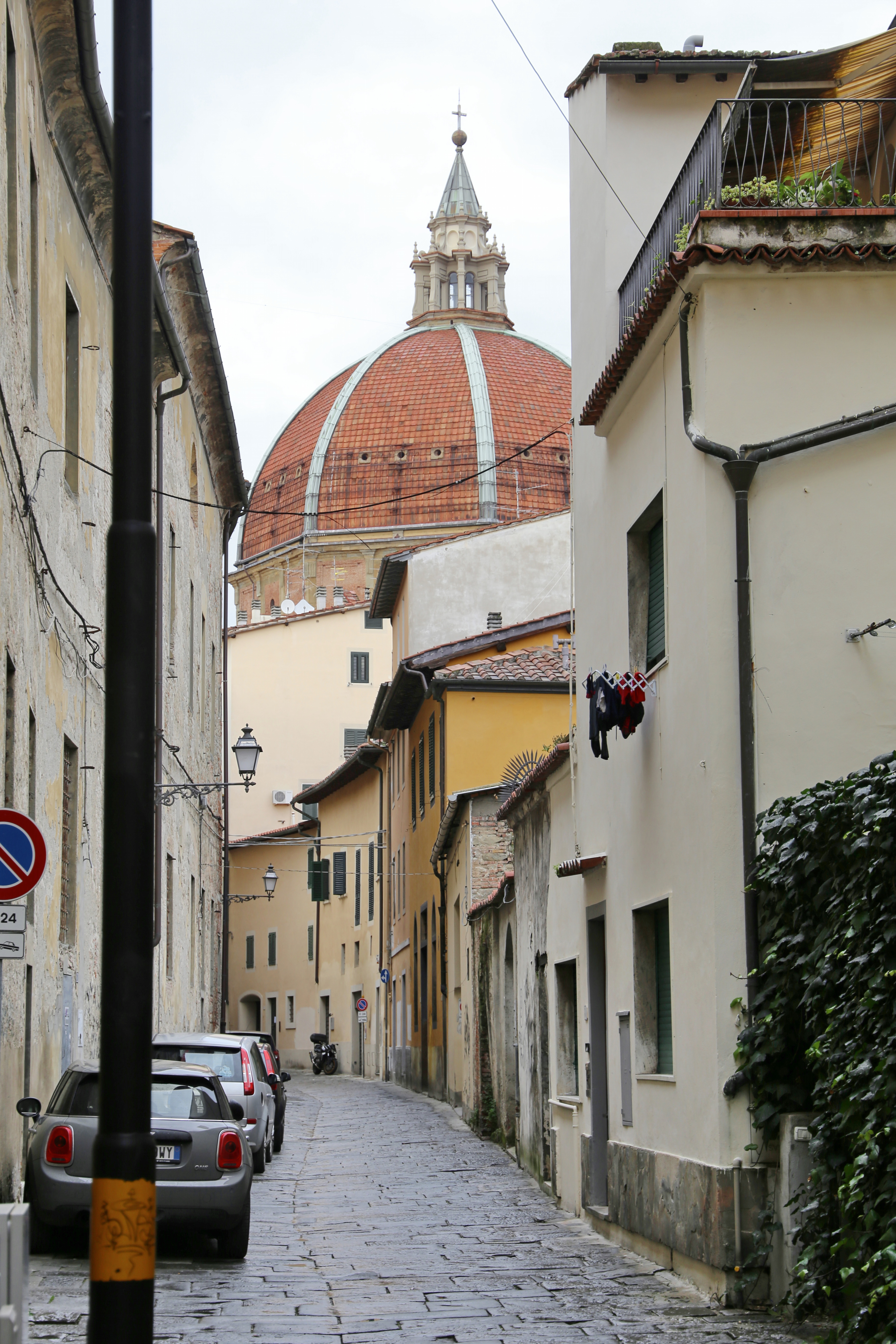
A Basilica della Madonna dell’Umiltà kupolája
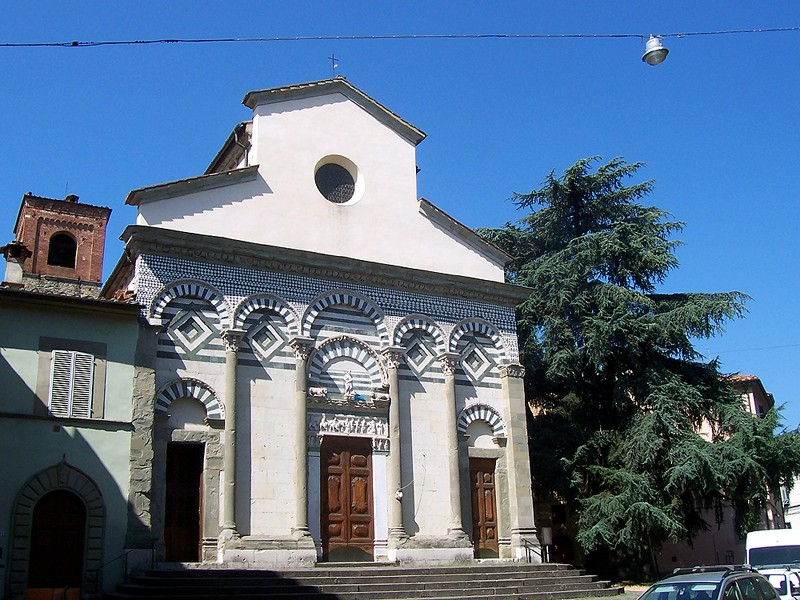
Sant’Andrea
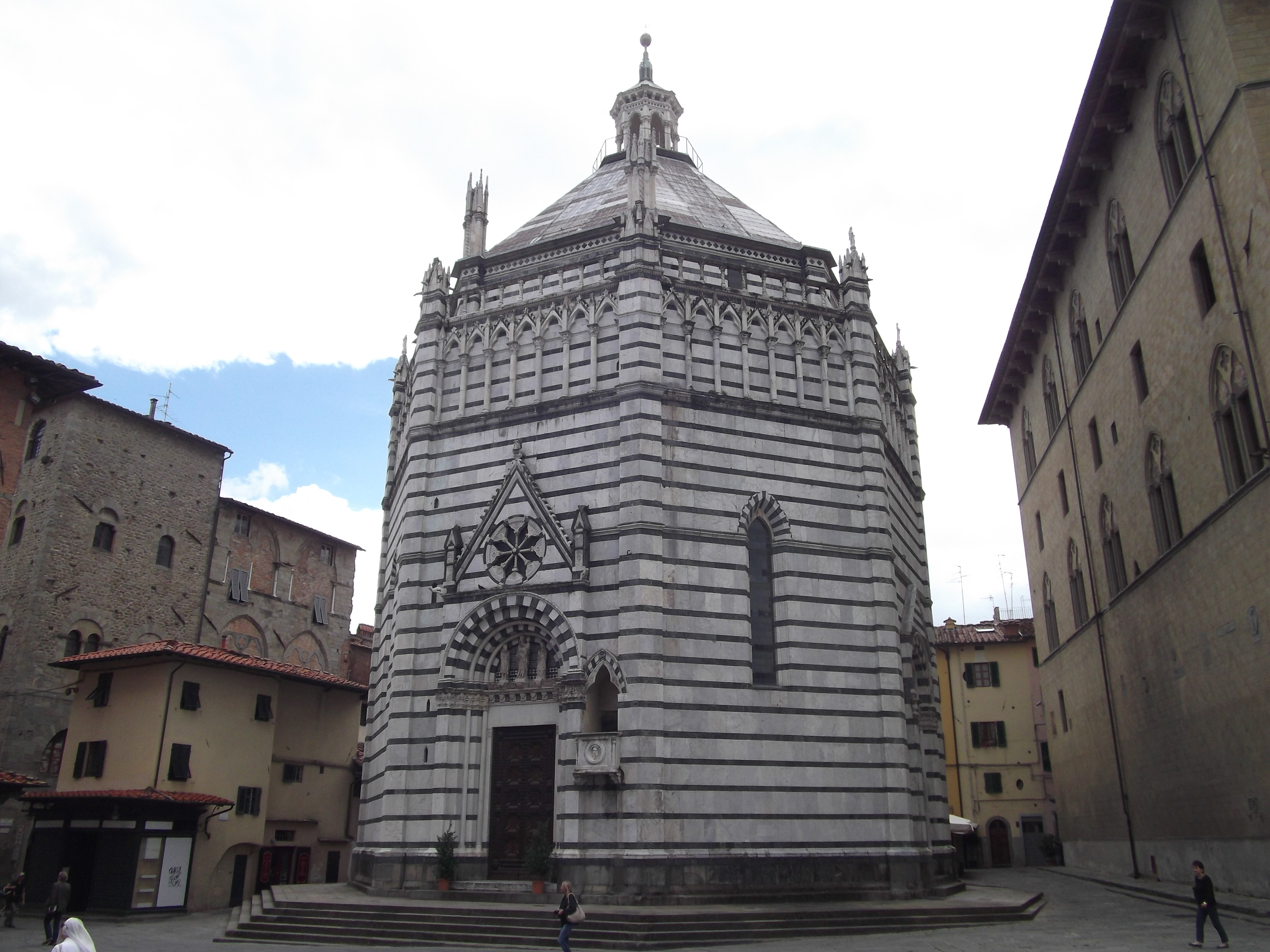
Baptisterium
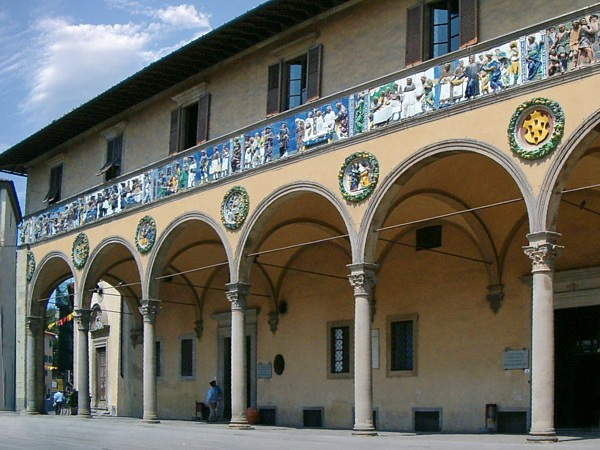
Ospedale del Ceppo
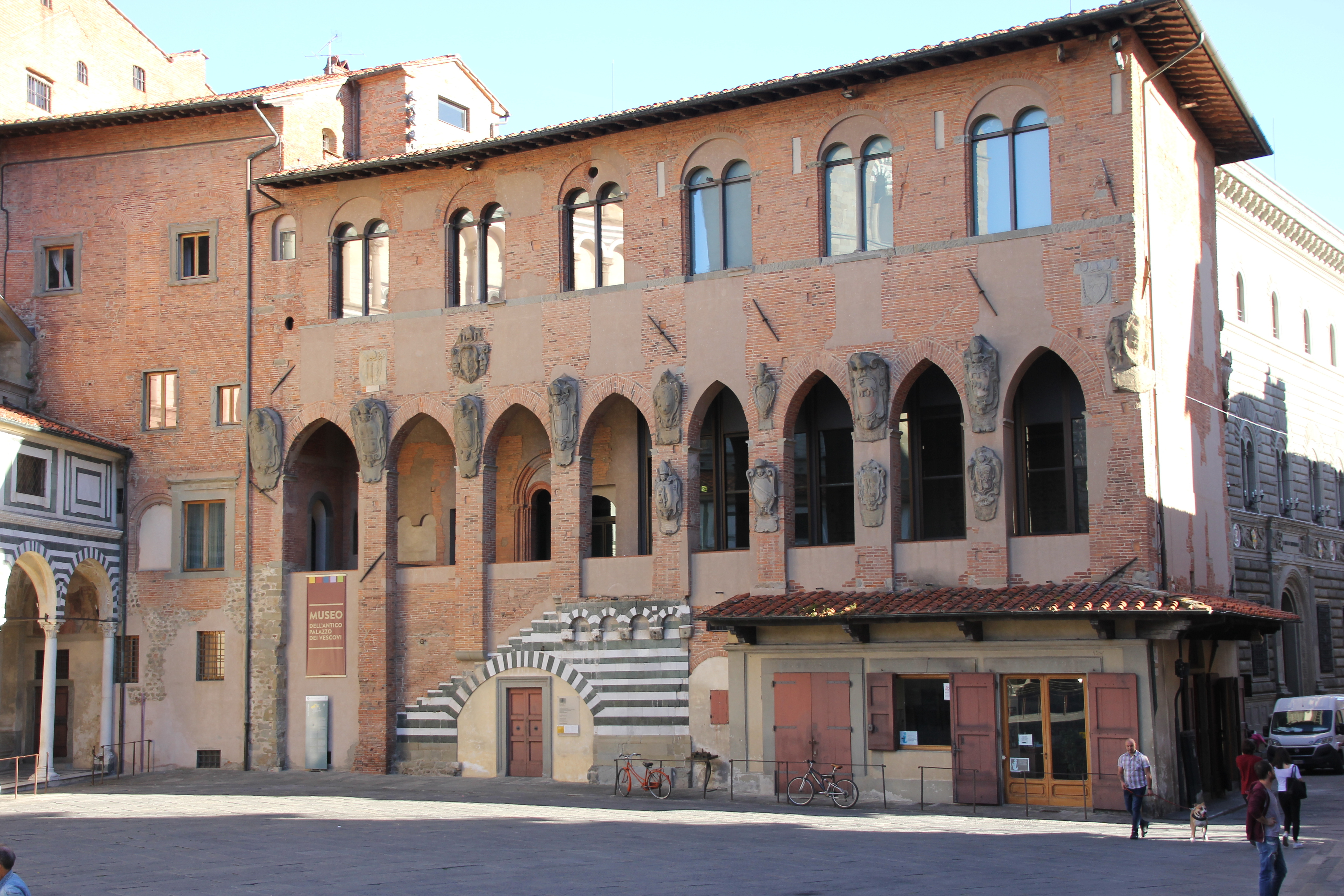
Püspöki palota
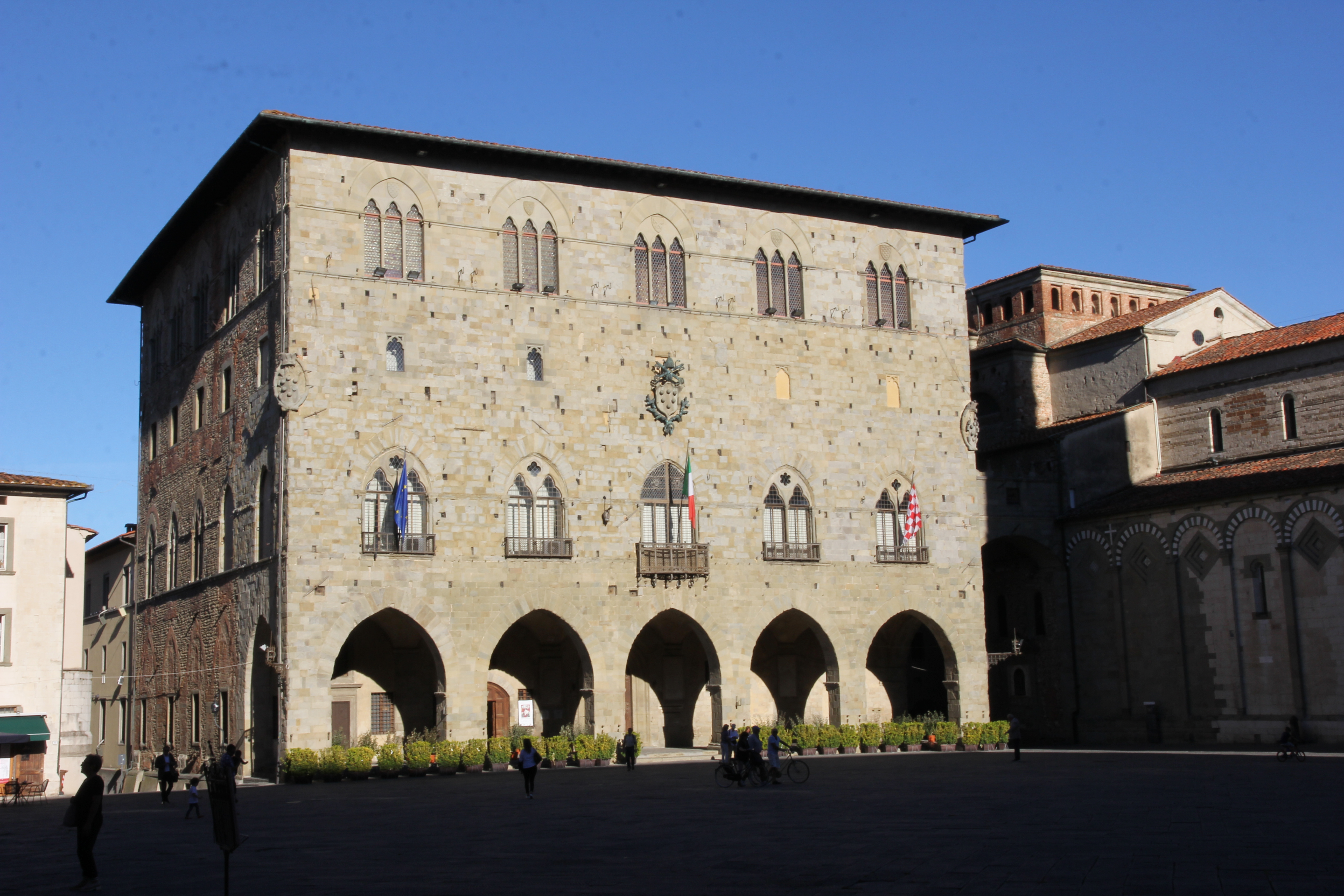
Palazzo del Comune
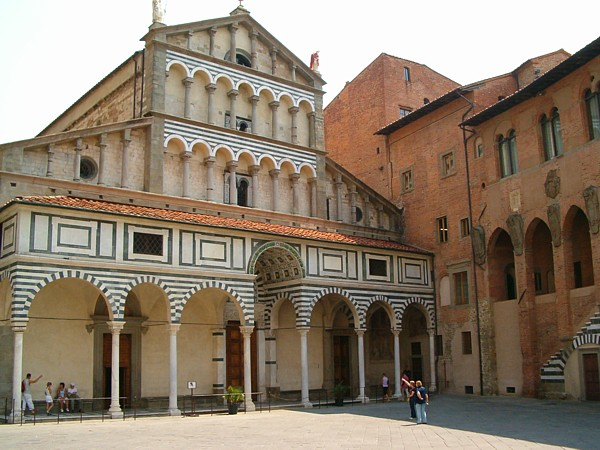
Pistoia - Piazza Duomo

## Híres szülöttei
- IX. Kelemen pápa (1600–1669), pápa 1667-től
- Francesco Arcangeli (1737–1768), Johann Joachim Winckelmann régész gyilkosának tartják.
- Sebastiano Ciampi (1769–1847), író, műfordító.
- Filippo Pacini(wd) (1812–1883), orvos
- Enrico Betti (1823–1892), matematikus
- Mauro Bolognini (1922–2001), filmrendező, forgatókönyvíró
- Roberto Bussinello (1927–1999), autóversenyző
- Ardico Magnini (1928–2020), labdarúgó
- Loretto Petrucci (1929–2016), autóversenyző
- Gabriele Magni (* 1973), vívó